# G&G
G+G is een Zwitsers merk van motorfietsen, zijspancombinaties en quads.
De bedrijfsnaam is: Grüter & Gut Motorradtechnik, Ballwil.
Het bedrijf werd in 1983 opgericht door Walter Grüter en Daniel Gut, toen nog in Inwil, als verkooppunt voor Moto Guzzi en Ducati. In 1985 verhuisde men naar Ermensee en ging men ook BMW-motorfietsen verkopen. In 1986 kwam Daniel Gut bij een motorongeluk om het leven. Walter Grüter ging alleen verder en ontwikkelde accessoires voor Harley-Davidson-motorfietsen voor de firma AMS. Hij ging ook accessoires voor BMW en Moto Guzzi maken. In 1994 verscheen de GG Duetto zijspancombinatie, gebaseerd op de BMW K 1100 LT. Van dit model werden 30 exemplaren gebouwd. 
In 1995 volgde een tweede verhuizing van het bedrijf, dit keer naar Ballwil. In 1998 werd de eerste motorfiets gebouwd, een custom op basis van de Moto Guzzi Sport 1100. De volgende modellen waren de GG Cruso Classic en de GG Cruso Sport, die in 2000 verschenen en gebaseerd waren op de BMW R 1200 C. In 2001 kreeg men de opdracht om legermotoren voor het Zwitserse leger te bouwen. Die machines waren ook gebaseerd op BMW's. In 2001 en 2003 bouwde men in totaal 600 legermotoren. Ook maakte men 200 ombouwkits voor het Deense leger. 
In 2004 verscheen de GG Quad met een BMW R 1150-motor. In 2006 verscheen er van de Quad een model voor gehandicapten. In 2007 volgde de GG Quadster met een BMW K 1200 S-viercililndermotor, die vanaf 2009 met de K 1300 S-motor werd uitgerust. In dat jaar verscheen ook een driewielige versie, de GG Taurus. 